# Stueningeria csovarii
Stueningeria csovarii is een vlinder uit de familie van de Metarbelidae. De wetenschappelijke naam van de soort is voor het eerst gepubliceerd in 2021 door Roman Yakovlev en Vadim Zolotuhin.
De lengte van de voorvleugel bedraagt bij het mannetje 14 millimeter en bij het vrouwtje 12 millimeter.
De soort komt voor in Thailand.